# 解元
解元（かいげん、満洲語：ᠪᠣᠩᡤᠣ
ᡨᡠ᠋ᡴᡳᠶᡝᠰᡳ、bonggo tukiyesi）は、中国の科挙の一つ郷試の成績第1位の名称。宋代以前は解頭と称していた。
明、清代になると科挙は郷試、会試、殿試の三段階が設けられ、それぞれ成績第1位を解元、会元、状元と称していた。これら全てを獲得した進士は連中三元或いは三元及第と称された。